# 울리세스 가르시아
울리세스 알렉산드르 가르시아 로페스(포르투갈어: Ulisses Alexandre Garcia Lopes, 1996년 1월 11일 ~ )는 스위스의 축구 선수이다. 현재 소속팀은 마르세유이며, 주로 왼쪽 풀백과 왼쪽 미드필더 포지션에서 활약한다. 부모님은 카보베르데 출신이며, 포르투갈에서 태어나 스위스에서 자라 세개의 국적을 가지고 있는데, 스위스 국적을 택했다.